# 維多利亞·伽里蒂
維多利亞·伽里蒂（義大利語：Vittoria Ceretti，1998年6月7日—）是一位義大利模特兒。

## 早期生活
1998年伽里蒂出生於義大利布雷西亞。當她14歲的時候，她參加義大利世界精英模特大賽，並成為決賽選手。

## 職業生涯

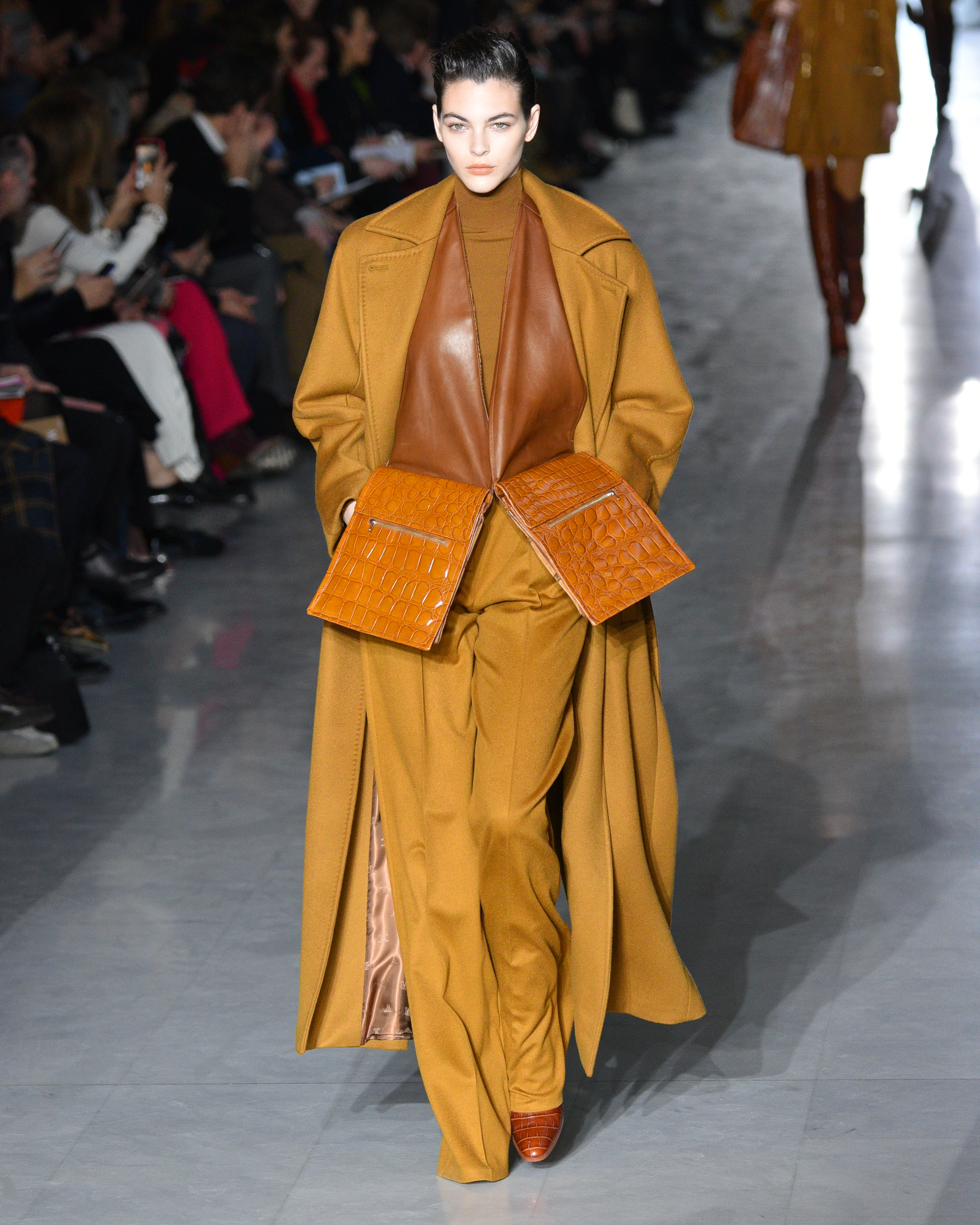
伽里蒂於米蘭時裝週麥絲瑪拉FW19走秀

伽里蒂第一場走秀在米蘭登台亮相，設計師為Kristina Ti。之後她當過麥絲瑪拉、杜嘉班納、亞曼尼、普拉達、普羅恩薩施羅、J.W.安德森、莫斯奇諾、芬迪、范倫鐵諾、羅伯特卡沃利、凡賽斯、米索尼、路易威登、Burberry、香奈兒、克里斯汀·迪奧、Miu Miu、紀梵希、阿爾伯特·菲爾蒂、馬克·雅各布斯、邁可·寇斯、寶緹嘉、湯姆·福特、湯米席爾菲格、伊夫·聖羅蘭的模特兒。
伽里蒂曾登上義大利版、巴黎版和日本版《時尚》、《哈潑時尚》、《ELLE》、《Glamour》、《紅秀GRAZIA》、《IO Donna》。 她是2017年3月《時尚》雜誌125週年紀念版封面上的7名模特兒之一。
據義大利版《時尚》報導，維多利亞·伽里蒂是2018年在其網站搜索次數最多的模特兒。

## 私人生活
在巴黎版《時尚》雜誌一次採訪中，伽里蒂提到如果她沒有成為一名模特兒，她會學習表演或心理學。
2020年6月1日，她與義大利DJ雙人組合Tale of Us的成員馬特奧·米萊里（Matteo Milleri）結婚，2023年兩人離婚。

## 外部連結
- 維多利亞·伽里蒂的Instagram帳戶